# Hypogée de la Fontaine Saint-Léger
L'Hypogée de la Fontaine Saint-Léger est une tombe néolithique située à Buno-Bonnevaux dans le département français de l'Essonne.

## Historique
La tombe a été découverte en 1868 par M. Brizemeure, agriculteur, lors d'un défrichement. Il la vida de la quasi-totalité de son contenu pour l'aménager en abri. Elle ne fut examinée qu'en 1870. La première description en est donnée par Louis André en 1885. L'édifice fait l’objet d’un classement au titre des monuments historiques depuis 1976.

## Description
L'hypogée a été creusée sous un banc de grès de Fontainebleau parcourant le flanc gauche d'une vallée sèche à environ 8 m au-dessus du fond de la vallée. La chambre sépulcrale est de forme quasi-rectangulaire (3,40 m par 3,70 m) pour une hauteur variant entre (0,80 m et 1,30 m). Les côtés intérieurs sont tapissés par des murets en dallettes de calcaire jointoyées de terre argileuse. Le même type de pierre a été utilisé pour daller le sol sur 3 cm à 6 cm d'épaisseur. L'accès à la chambre s'effectue dans l'angle ouest-sud-ouest de la chambre par un étroit couloir en pente, long de 2,80 m, lui-même délimité par des murets en dallettes. Selon Louis André, la chambre était fermée par de grandes dalles verticales arc-boutées et une large dalle en dissimulait l'entrée très efficacement. Toutes ces dalles, brisées lors de la découverte, ont disparu. Les plaquette de calcaire sont d'origine locale.

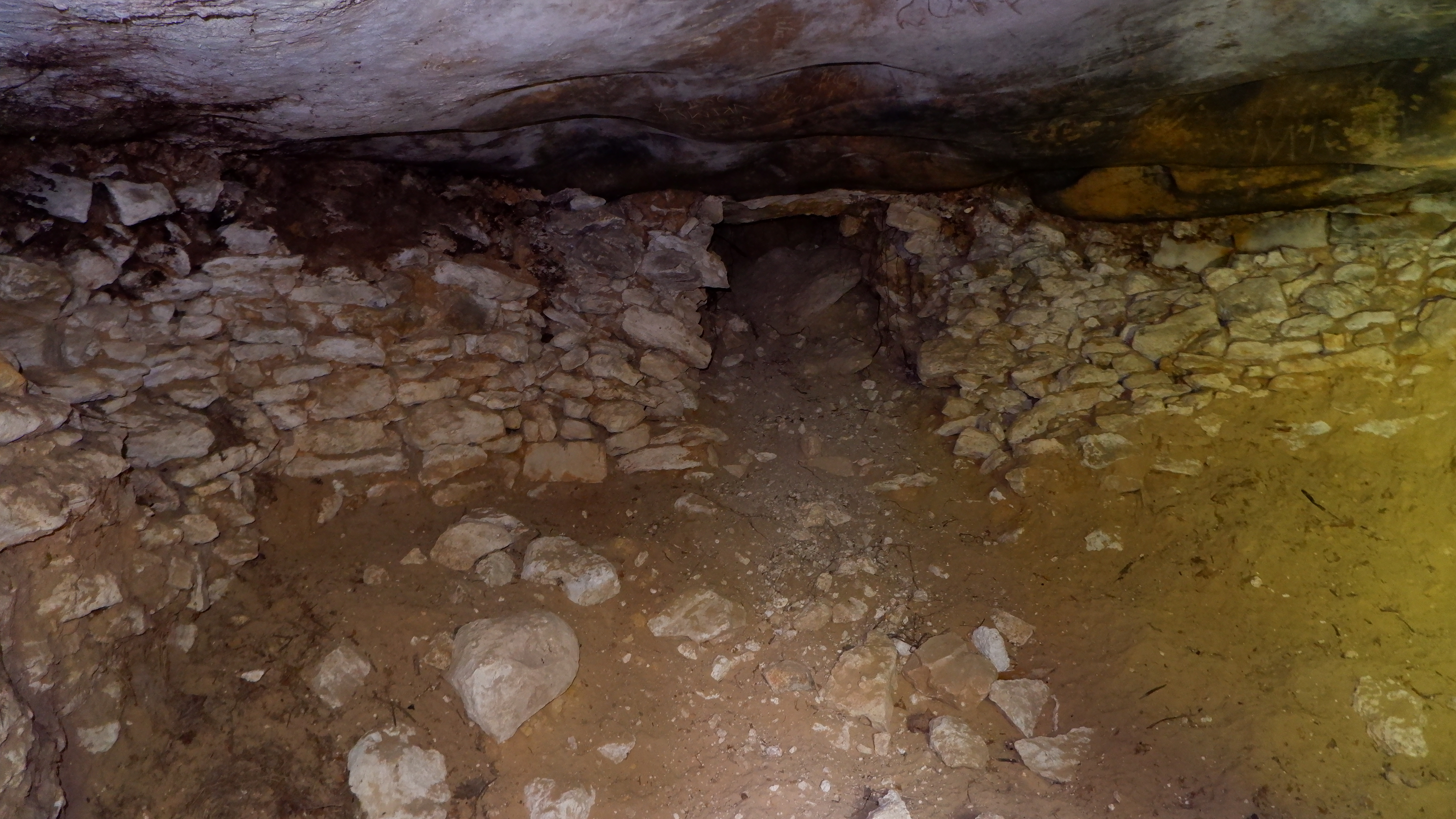
La chambre sépulcrale de l'hypogée.

Certains aménagements désormais visibles résultent de la réutilisation de l'hypogée en abri (installation d'un conduit de cheminée).
Il est à noter que les menhirs de Milly et de Prunay, l'hypogée du Champtier des Bureaux, l'habitat et les sépultures de Chantambre, plusieurs grottes à pétroglyphes et les polissoirs de Grimery et des Sept coups d'épée sont dispersés dans un rayon de 2,5 km autour du site.

## Couche archéologique
La tombe aurait contenu les dépouilles d'une quarantaine d'individus selon Brizemeure. Le mobilier archéologique, désormais perdu, se composait de deux petites haches polies, quatre pointes de flèche, huit grandes lames, un perçoir, deux grattoirs, huit poinçons, trois vases (dont deux entiers) et quelques tessons de poterie.
La datation au C14 correspond à une période comprise entre 2 487 et 2 048 av. J.-C..
Gérard Bailloud associe cette tombe à la Culture Seine-Oise-Marne